# Сьюдад-дель-Кармен
18°38′16″ пн. ш. 91°50′11″ зх. д. / 18.637789444444° пн. ш. 91.83645° зх. д.
Сьюдад-дель-Кармен або Кармен — місто на південному заході мексиканського штату Кампече. Сьюдад-дель-Кармен розташований за координатами 18,63° пн. ш. 91,83° зх. д. на південному заході острова Кармен, який знаходиться в Лагуна-де-Термінос на узбережжі Мексиканської затоки. Станом на 2010 рік населення Сьюдад-дель-Кармен становило 169 466 осіб, порівняно з 154 197 особами за даними перепису 2005 року.
Ця прикордонна зона на західному краю півострова Юкатан раніше була частиною штату Юкатан, потім Табаско; з 1863 року вона є частиною штату Кампече. У 1840 році населення міста становило близько 7000 осіб.
Місто також є адміністративним центром муніципалітету Кармен штату Кампече, який включає місто та навколишні території. За даними перепису 2010 року, населення муніципалітету Кармен становило 221 094 особи, поступаючись лише столичному муніципалітету Кампече.[2]
Головним університетом у Сьюдад-дель-Кармен є Автономний університет Кармен (UNACAR).

## Інтернет-ресурси
- Noticias e Información
- University of Ciudad del Carmen
- Watts, Linda. Ciudad del Carmen, Campeche. www.mexconnect.com. Архів оригіналу за 16 травня 2008.
- Carmen. www.inafed.gob.mx. Архів оригіналу за 17 червня 2018. Процитовано 8 серпня 2015.